# Fall to Fly 前
《Fall to Fly 前》은 한국의 싱어송라이터 이승환이 Dreamizer 이후 4년만에 발매하는 11번째 정규 앨범이다. Fall to Fly는 더블 앨범으로 기획되었으며, 애초 Fall to Fly 後는 2014년 하반기 이후 발매가 예정됐었다. 그러나 2019년으로 연기되어 그해 10월에 앨범이 발매되었다.
2013년 12월 김예림과의 듀엣 곡 "비누"를 디지털 싱글로 먼저 공개하였고, 앨범 발매 1주일 전 "내게만 일어나는 일"의 뮤직비디오를 선공개하였다.

## 수록곡
| #   | 제목                                             | 작사                 | 작곡           | 편곡                   | 재생 시간 |
| --- | ------------------------------------------------ | -------------------- | -------------- | ---------------------- | --------- |
| 1.  | 〈Fall to Fly〉                                  | 이승환               | 이승환, 황성제 | 황성제, Ken Song       | 4분 49초  |
| 2.  | 〈너에게만 반응해〉 (Opening Vocal Feat. 이소은) | 이승환               | 이승환, 황성제 | Don Spike, 황성제      | 4분 12초  |
| 3.  | 〈어른이 아니네〉                                | 이승환               | 이승환, 황성제 | 황성제, Shaun          | 3분 50초  |
| 4.  | 〈화양연화〉                                     | 이규호               | 이규호         | 황성제, Paul Mills     | 4분 11초  |
| 5.  | 〈내게만 일어나는 일〉 (Feat. MC 메타)           | 이승환, Rap: MC 메타 | 이승환, 황성제 | 황성제                 | 4분 36초  |
| 6.  | 〈Life's So Ironic〉                             | 이승환               | 이승환, 황성제 | 황성제                 | 3분 47초  |
| 7.  | 〈Star Wars〉                                    | 이승환               | 이승환         | 황성제                 | 3분 9초   |
| 8.  | 〈Sorry〉 (Feat. 이보영)                         | 이승환               | 이승환, 황성제 | 황성제                 | 3분 52초  |
| 9.  | 〈비누〉 (Duet with 김예림)                      | 이승환               | Wasabii Sound  | Wasabii Sound          | 4분 38초  |
| 10. | 〈함께 있는 우리를 보고 싶다〉                   | 도종환               | 이승환, 황성제 | 황성제, David Davidson | 5분 00초  |

## 같이 보기
- 이승환 디스코그래피
- 이승환 콘서트